# 락원역 (평양)
락원역(樂園驛)은 평양 지하철 혁신선의 역이다. 부역명은 동물원이다. 왜냐하면 조선중앙동물원이 근처에 위치하고 있기 때문이다.

## 역 주변
- 대성산
  - 대성산성, 유원지, 혁명열사릉 외

## 인접한 역
| 평양 지하철 혁신선 | 평양 지하철 혁신선 | 평양 지하철 혁신선 |
| ------------------ | ------------------ | ------------------ |
| 삼흥 광복 방면     | 혁신선             | 시·종착역          |